# Philodendron planadense
Philodendron planadense är en kallaväxtart som beskrevs av Thomas Bernard Croat. Philodendron planadense ingår i släktet Philodendron och familjen kallaväxter. Inga underarter finns listade.